# Prasinocyma batesi
Prasinocyma batesi là một loài bướm đêm trong họ Geometridae.